# Firebird (数据库)
Firebird，是一个跨平台的关系数据库系统，目前能够运行在Windows、linux和各种Unix操作系统上，源于Borland公司的InterBase 6.0，是一个完全非商业化的产品，但源代码经过大规模重写，使用C++开发。

## 特色
支援多版本並行控制（Multiversion Concurrency Control，MVCC）、預存程序（Stored Procedure）、觸發程序（Trigger）、自定義方法（User-defined function，專有名詞縮寫UDF）等商用資料庫行為程序。同時因為與interbase的血緣關係，部分interbase的GUI工具可以直接應用到Firebird開發中。

## 版本區分
Firebird提供三個伺服器環境版本，分別是超級伺服器版本（SuperServer）、標準伺服器版本（ClassicServer）與嵌入式版本（Embedded）：
超級伺服器版本（SuperServer）
支援多執行緒（Multithreading）模式，可以以背景Service模式執行。
標準伺服器版本（ClassicServer）
支援每個執行緒可以個別管理自己的資料庫，允許資料庫與伺服器不是儲存在同一台情境，適合用於多處理器環境。
嵌入式版本（Embedded）
針對嵌入式系統要求獨占程序設計版本，允許資料庫與伺服器在同一台運行情境。

## 歷史

### Firebird 1.0
2002年3月11日公開，初期支援Linux、Windows、Mac OS X版本，兩個月後公開Solaris、FreeBSD、HP-UX移植版本，以C語言為中心開發。
| 1.0   | 2002年3月11日  |  |
| 1.0.1 | 2002年7月1日   |  |
| 1.0.2 | 2002年12月19日 |  |
| 1.0.3 | 2003年6月3日   |  |

### Firebird 1.5
2004年2月23日公開，自此版本開始變更為C++為中心開發。支援SQL92陳述句（SQL-92）標準函式、SQL1999陳述句（SQL1999）的SAVEPOINT函式與明確鎖定（explicit locking）等。
| 1.5   | 2004年2月23日  |  |
| 1.5.1 | 2004年7月14日  |  |
| 1.5.2 | 2004年12月26日 |  |
| 1.5.3 | 2006年1月24日  |  |
| 1.5.4 | 2007年2月8日   |  |
| 1.5.5 | 2007年12月12日 |  |
| 1.5.6 | 2009年10月8日  |  |

### Firebird 2.0
2006年11月12日公開，支援SQL2003陳述句（SQL2003）的MERGE函式。更新版本2.1開始支援64位元Windows環境、觸發式（Trigger）等。
| 2.0   | 2006年11月12日 |  |
| 2.0.1 | 2007年3月21日  |  |
| 2.0.2 | 2007年8月27日  |  |
| 2.0.3 | 2007年9月21日  |  |
| 2.0.4 | 2008年4月28日  |  |
| 2.0.5 | 2009年1月27日  |  |
| 2.0.6 | 2010年7月22日  |  |
| 2.0.7 | 2012年5月13日  |  |

### Firebird 2.1
2008年4月18日公開。
| 2.1   | 2008年4月18日 |  |
| 2.1.1 | 2008年7月16日 |  |
| 2.1.2 | 2009年4月1日  |  |
| 2.1.3 | 2009年9月8日  |  |
| 2.1.4 | 2011年3月15日 |  |
| 2.1.5 | 2012年6月23日 |  |
| 2.1.6 | 2014年7月26日 |  |
| 2.1.7 | 2014年12月5日 |  |

### Firebird 2.5
2010年10月4日公開。支援正規表示式（Regular Expression，專有名詞縮寫RE）等。
| 2.5   | 2010年10月4日  |  |
| 2.5.1 | 2011年10月4日  |  |
| 2.5.2 | 2012年11月6日  |  |
| 2.5.3 | 2014年7月17日  |  |
| 2.5.4 | 2015年3月30日  |  |
| 2.5.5 | 2015年11月18日 |  |
| 2.5.6 | 2016年7月14日  |  |
| 2.5.7 | 2017年2月17日  |  |
| 2.5.8 | 2018年7月15日  |  |
| 2.5.9 | 2019年6月24日  |  |

### Firebird 3.0
2016年4月19日公開。支援布林值（BOOLEAN）與自動遞增數值（IDENTITY）儲存規格。允許使用IPv6網際協定連線資料庫等。更新版本3.0.2起開始支援Android環境。
自該版本起不再提供Firebird 3.0之前舊版本資料庫相容（On Disk Structure，專有名詞縮寫ODS）。
|  | 舊版本 |  | 最新版本 |  | 未來版本 |

| 3.0 Beta 1 | 2014年12月2日  | - 官方版Firebird 3.0 Beta 1釋出                    |
| 3.0 Beta 2 | 2015年7月3日   | - 官方版Firebird 3.0 Beta 2釋出                    |
| 3.0 RC1    | 2015年11月9日  | - 官方版Firebird 3.0 RC 1釋出                      |
| 3.0 RC2    | 2016年3月3日   | - 官方版Firebird 3.0 RC 2釋出                      |
| 3.0        | 2016年4月19日  | - 官方版Firebird 3.0釋出                           |
| 3.0.1      | 2016年9月27日  | - 穩定性更新                                       |
| 3.0.2      | 2017年3月22日  | - 穩定性更新 - 支援 Android 32位元版本             |
| 3.0.3      | 2018年2月2日   | - 穩定性更新                                       |
| 3.0.4      | 2018年10月14日 | - 穩定性更新                                       |
| 3.0.5      | 2020年1月12日  | - 穩定性更新                                       |
| 3.0.6      | 2020年6月26日  | - 穩定性更新                                       |
| 3.0.7      | 2020年10月20日 | - 穩定性更新                                       |
| 3.0.8      | 2021年11月17日 | - 穩定性更新 - 支援 Android 64位元版本             |
| 3.0.9      | 2022年2月15日  | - 穩定性更新                                       |
| 3.0.10     | 2022年6月8日   | - 穩定性更新 - 最後一個版本支援Mac OS X 32位元版本 |
| 3.0.11     | 2023年8月4日   | - 穩定性更新                                       |

### Firebird 4.0
2021年6月1日公開。支援128位元整數（INT128）儲存規格。上修浮動十進制（DECFLOAT）與十進制整數（DECIMAL）儲存精度規格等。
|  | 舊版本 |  | 最新版本 |  | 未來版本 |

| 4.0 Beta 1 | 2019年2月20日  | - 官方版Firebird 4.0 Beta 1釋出         |
| 4.0 Beta 2 | 2020年5月14日  | - 官方版Firebird 4.0 Beta 2釋出         |
| 4.0 RC1    | 2021年2月1日   | - 官方版Firebird 4.0 RC1釋出            |
| 4.0        | 2021年6月1日   | - 官方版Firebird 4.0釋出                |
| 4.0.1      | 2021年12月22日 | - 穩定性更新 - 新增PKCS 1.5 支援        |
| 4.0.2      | 2022年8月11日  | - 穩定性更新 - 新增對Apple M1通訊埠支援 |
| 4.0.3      | 2023年8月4日   | - 穩定性更新                            |
| 4.0.4      | 2023年11月8日  | - 穩定性更新                            |

### Firebird 5.0
2024年1月11日公開。
|  | 舊版本 |  | 最新版本 |  | 未來版本 |

| 5.0 Beta 1 | 2023年3月27日  | - 官方版Firebird 5.0 Beta 1釋出             |
| 5.0 RC1    | 2023年9月29日  | - 官方版Firebird 5.0 RC1釋出                |
| 5.0 RC2    | 2023年12月18日 | - 官方版Firebird 5.0 RC2釋出                |
| 5.0        | 2024年1月11日  | - 新增分析PSQL語法執行效能PSQL profiler語法 |

## 判斷資料庫所執行引擎版本
- Windows

執行command應用程式，然後執行下列查詢：
```
gstat [switches] database_name

```

例如安裝Firebird位於Program Files，資料庫檔案test.fdb位於分割區C，則執行下列查詢：
```
C
:
\PROGRA~1\Firebird\Firebird_5_0
>gstat -h c:\test.fdb

```

Command應用程式將會回傳以下訊息：
```
Database 
"c:\test.fdb"

Gstat execution time Wed Jun 19 19:02:46 2024

Database header page information:
Flags                   0
Generation              33
System Change Number    0
Page size               8192
ODS version             13.1
Oldest transaction      24
Oldest active           25
Oldest snapshot         25
Next transaction        26
Sequence number         0
Next attachment ID      5
Implementation          HW=AMD/Intel/x64 little-endian OS=Windows CC=MSVC
Shadow count            0
Page buffers            0
Next header page        0
Database dialect        3
Creation date           Jan 11, 2024 11:07:27
Attributes              force write

Variable header data:
Database GUID:  {2193572f-c8d2-404e-b779-08671a1309dd}
*END*

Gstat completion time Wed Jun 19 19:02:46 2024

```

回傳訊息當中的ODS version即為資料庫所執行引擎版本。
- Linux

執行Tux應用程式，然後執行下列查詢：
```
gstat database_name  [switches]

```

例如安裝Firebird位於bin，資料庫檔案test.fdb位於根目錄，則執行下列查詢：
```
gstat test -h

```

Tux應用程式將會回傳以下訊息：
```
Database
 
"/test.fdb"
Database
 
header
 
page
 
information:

Flags
              
0
Checksum
           
0
Greeration
         
0
page
 
size
          
0
ODS
 
version
        
11.2
Oldest
 
transection
 
0
Oldest
 
actuive
     
0
Oldest
 
snapshot
    
0
Next
 
transection
   
0
Bumped
 
transection
 
0
Sequence
 
number
    
0
Next
 
attachent
 
ID
  
0
Implentation
 
ID
    
0
Shadow
 
count
       
0
Pager
 
buffers
      
0
Next
 
header
 
page
   
0
Database
 
diaect
    
0
Creation
 
date
      
Jan
 
1,
 
2024
 
00:00:00
Attributes
         
force
 
write

Variable
 
header
 
data:
Sweep
 
interval:
 
0
*END*

```

回傳訊息當中的ODS version即為資料庫所執行引擎版本。

## GUI工具

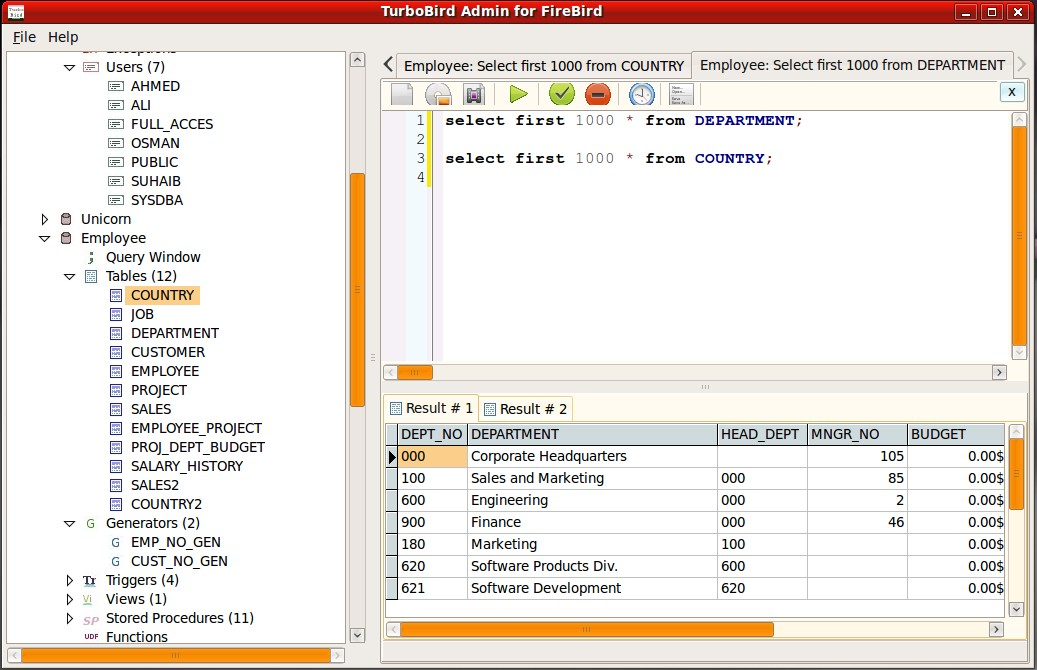
GUI工具Turbobird

- FlameRobin（页面存档备份，存于）
- Database Master
- ibWebAdmin（页面存档备份，存于）